# Hospital São Mateus

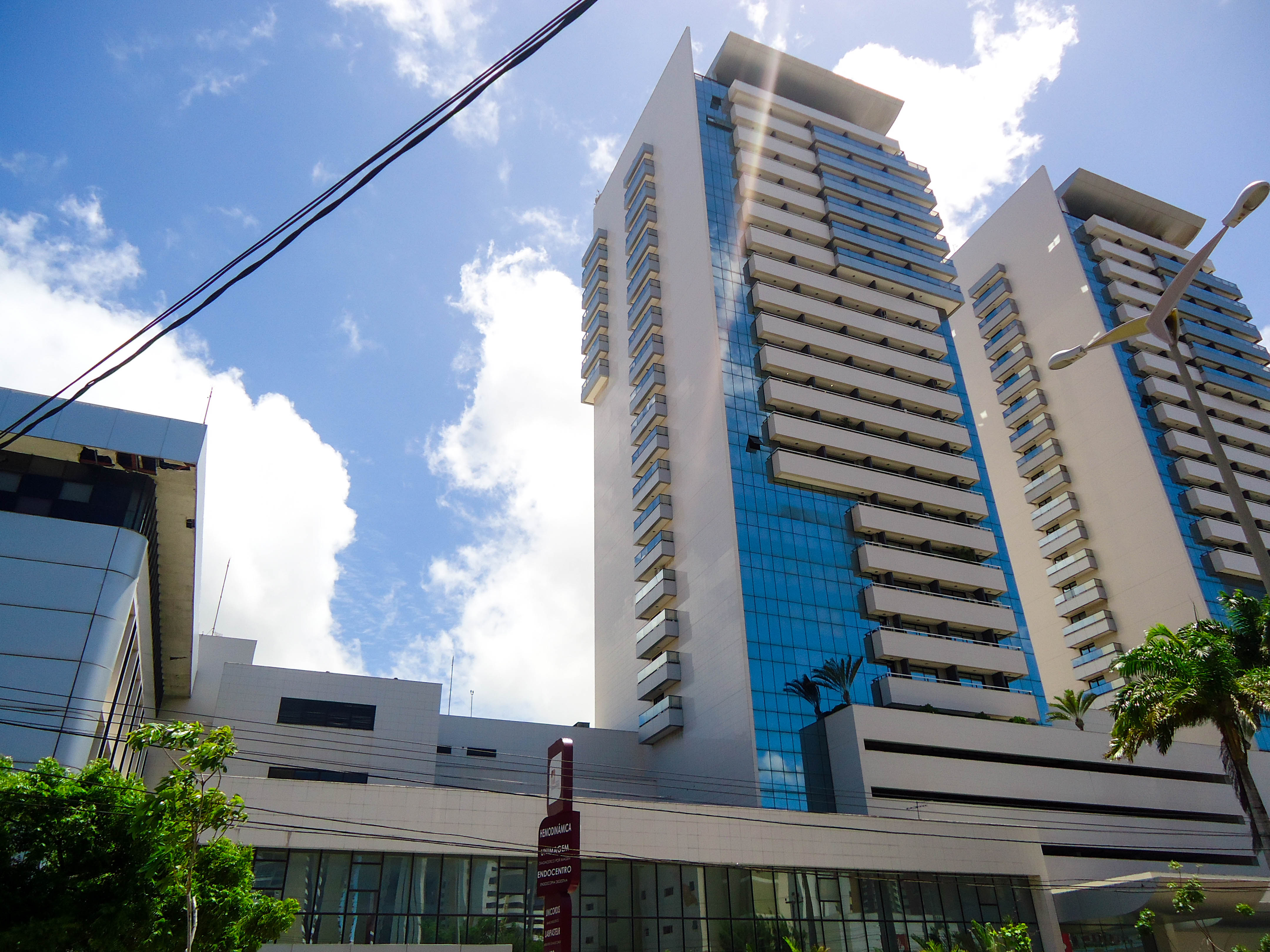
Hospital São Mateus

O Hospital São Mateus é um hospital instalado em Fortaleza. Foi inaugurado em junho de 1993 na Avenida Santos Dumont. Em 2005 iniciou uma expansão construindo duas torres, a primeira foi inaugurada em 2008 e a segunda foi finalizada em 2010. A estrutura do hospital compreende uma área total de 10.000m².